# Gronowo (Braniewo)
Pour les articles homonymes, voir Gronowo.

Gronowo est un village polonais de la voïvodie de Varmie-Mazurie, dans le powiat de Braniewo.

## Histoire
Jusqu'en 1945, Grunau fait partie de l'arrondissement d'Heiligenbeil dans le district de Königsberg de la province prussienne de Prusse-Orientale.